# Tribistovo
Tribistovo är ett samhälle i Bosnien och Hercegovina.   Det ligger i entiteten Federationen Bosnien och Hercegovina, i den södra delen av landet, 90 km väster om huvudstaden Sarajevo. Tribistovo ligger 953 meter över havet och antalet invånare är 179.
Terrängen runt Tribistovo är kuperad. Närmaste större samhälle är Grude, 12,5 km söder om Tribistovo. 
Omgivningarna runt Tribistovo är en mosaik av jordbruksmark och naturlig växtlighet. Runt Tribistovo är det ganska tätbefolkat, med 93 invånare per kvadratkilometer.